# Ehrlich Éva
| Ehrlich Éva                               | Ehrlich Éva |
| Kattints az alábbi külső linkek egyikére! | Kattints az alábbi külső linkek egyikére!                                                                             |
| ----------------------------------------- | --- |
| Nem található szabad kép.(?)              | |
| külső link · jogvédett                    | Ehrlich Éva. Nők a tudomány fellegvárában. Kutatói életutak a Magyar Tudományos Akadémián 1949–2021. II. kötet. 1063. |

Ehrlich Éva (Budapest, 1932. június 18. – Budapest, 2009. március 24.) közgazdász, címzetes egyetemi tanár, az MTA doktora (1989).

## Életpályája
Ehrlich Zoltán (1905–1944) fogtechnikus és Herman Irén (1906–1995) gyermekeként született. Édesapja 1932-től az illegális kommunista párt tagja volt, aki 1944-ben mint partizán vesztette életét. Édesanyja egy partizán özvegyeként 1947-ben mint úgynevezett „nemzeti gondozott” megkapta a budaörsi mozi működési engedélyét. Majd annak államosítása után, 1950-től nyugdíjba vonulásáig a mozi üzemvezetőjeként dolgozott. Ehrlich Éva húga, Erdei Gyöngyi a Budapesti Történeti Múzeum tudományos munkatársa volt. 
A Marx Károly Közgazdaságtudományi Egyetemen 1958-ban szerezte meg a közgazdász diplomát. 1969-ben angol nyelvből felsőfokú állami nyelvvizsgát tett. 1975-ben védte meg az Infrastruktúra, korok és országok című kandidátusi értekezését az MTA-n. 1989-ben a Gazdasági fejlettségi szintek, arányok, szerkezetek, iparosodási utak, 1937-1986 című disszertációja megvédésével megkapta a doktori  fokozatot.
1947 és 1951 között a Műszaki és Természettudományi Egyesületnél adminisztrátor, 1951–1959 között a Pártközpontban (MDP, majd MSZMP) adminisztrátor, 1959–1979 között az Országos Tervhivatal, Tervgazdasági Intézet tudományos kutatója, 1979–2003 között az MTA Világgazdasági Kutató Intézetében tudományos főmunkatárs, 1993-tól kutatási igazgató volt. 1993-ban a Budapesti Közgazdaságtudományi Egyetemen címzetes egyetemi tanári kinevezést kapott.
Részt vett különböző társadalmi rendszerű országok gazdasági fejlettségi szintjére vonatkozó sokoldalú nemzetközi összehasonlítás munkájában, ideértve az un. „egyszerűsített nemzetközi összehasonlítási módszer” kidolgozásában való részvételt is. 1968-ban az ENSZ Európai Gazdasági Bizottsága Kutatási és Tervezési Osztályának meghívására 4 hónapig Genfben dolgozott mint konzultáns. 1980–1982 között Genfben az ENSZ Európai Gazdasági Bizottságának Programozási és Tervezési Főosztályát, mint igazgató vezette. Kezdeményezte az infrastruktúra 100 éves fejlődése nemzetközi összehasonlítására irányuló kutatás team munkában való megindítását. A kutatásban munkatársai voltak Csernok Attila és Szilágyi György. E tárgykörben védte meg kandidátusi értekezését.
1985-ben az American Council of Learned Societies ACLS Fellowships ösztöndíját nyerte el és 11 hónapot töltött az USA-ban a Pennsylvaniai Egyetemen. 1986-tól „Szolgáltatások a világgazdaságban. Új tények és tendenciák” címen kutatást vezetett. Számos nemzetközi konferencián tartott előadást Európában és Európán kívül (USA, Izrael, Kanada, Kenya stb.). Japán hosszú távú iparosodási folyamatait vizsgálta, és kutatási eredményeit A felzárkózás anatómiája című könyvben publikálta (1979). Az ország százéves gazdaságtörténetét elemezte a feudalizmus felbomlásától az iparosodás folyamatán keresztül. A kezdeti cél az addig elzárkózó ország megnyitása, a Nyugat megismerése és az ott felhalmozott tudás elsajátítása, alkalmazása volt, úgy, hogy az megfeleljen az ország feltételeinek. Ennek következtében Japán a Nyugattól tanulva felzárkózott a legfejlettebb ipari államokhoz. Az ország értékrendjének sajátosságaiból Ehrlich Éva a következőképpen emelte ki a japán életmódot: „A bezárkózottság, a magas fokú önfegyelem jellemzi. Az élet igazi tartalmát ebben az értékrendben a fennmaradás, a megélhetést biztosító munka tölti ki. A kötelezettségek nélküli szabadidő valójában szinte ma is ismeretlen dolog Japánban. A japán életvitelre a minden körülmények közötti engedelmesség a jellemző. Ez a társadalmi ranglétra minden szintjén megnyilvánul.” További megállapítása, hogy a tradicionális családi kisüzem együtt él a gépi nagyiparral, az új és a régi összekapcsolódása a növekedés alapvető jellemzője. Emellett az oktatás jelentőségére hívta fel a figyelmet. „A hetvenes évek elején Japánban száz lakosra két mérnök és tudós jutott, s ezzel lekörözték Angliát, Franciaországot és az NSZK-t, csaknem behozták az Egyesült Államokat.” Könyvének címe arra is utal, hogy ezek általánosítható tapasztalatok más országok számára is. Japánon kívül Angliában és az Egyesült Államokban is vizsgálta a hosszú távú iparosodás folyamatait. Egyik szempontja az volt, hogy a tapasztalatok a magyar gazdasági fejlődés és stratégiai tervezés számára is jól hasznosíthatók legyenek.
Számos kutatási programban működött együtt a világhírű svájci Paul Bairochhal és a francia Maurice Lévy-Leboyer-vel. 1976–1980 között a Bécsi Nemzetközi Összehasonlító Gazdaságkutató Intézet (Wiener Institut für Internationale Wirtschaftsvergleiche, WIIW) felkérésére vezetett egy csoportot a feldolgozóipar üzemi és vállalati méretstruktúrájának hosszú távú nemzetközi összehasonlítására.

### Családja
Háromszor házasodott. Első férje Radványi Béla Tibor volt 1949-től 1957-ig, majd Piukovics Sándor 1958 és 1970 között; végül Révész Gábor közgazdásszal 1971-ben kötött házassága élete végéig tartott. Nevelt fia Piukovics György (1949).

## Díjai, elismerései
- Munka Érdemrend
- Munkás-Paraszt Hatalomért Emlékérem
- Kiváló dolgozó
- Akadémiai Díj (1990)
- Széchenyi-díj (1997)[3]

## Fontosabb művei
- Az ECONBIZ Find Economic Literature 78, főleg angol nyelven megjelent tanulmányának elérhetőségét közölte.[4]
- A MATARKA adatbázisában 41 tanulmányának az elérhetőségét adták közre. Magyar folyóiratok tartalomjegyzékeinek kereshető adatbázisa.[5]
- OSZK keresőben 57 könyvének és tanulmányának az adatait adták közre.[6]

### Könyvek
- A gazdasági fejlődés mérhetősége és mérésének új módszere. (társszerző: Jánossy Ferenc.) Budapest. 1963
- Csernoch Attilával és Szilágyi Györggyel. Infrastruktúra, korok és országok. Budapest, Közgazdasági és Jogi Könyvkiadó. 1975
- Japán: A felzárkózás anatómiája. Budapest, Közgazdasági és Jogi Könyvkiadó. 1979
- Országok versenye 1937-1986: fejlettségi szintek, struktúrák, növekedési ütemek, iparosodási utak. Budapest, Közgazdasági és Jogi Könyvkiadó. 1991
- A magyar infrastruktúra az Európai Unió követelményeinek tükrében. Budapest, Miniszterelnöki Hivatal Kormányzati és Stratégiai Elemző Központ, 2003
- Szigetvári Tamással. Transformation and Hungarian regional development: facts, trends, dilemmas and objectives. Budapest, Institut for World Economics. 2003

### Tanulmányok (válogatás)
- A gazdasági fejlettség szintkülönbségei. Valóság, 1966. 9. sz.
- International comparisons by indicators expressed in physical units. Acta Oeconomica, 1967. 1. sz.
- Nemzeti jövedelmek dinamikus nemzetközi összehasonlítása naturális mutatókkal. Közgazdasági Szemle, 1968. február
- Economic development and personal consumption levels: an international comparison. Acta Oeconomica. 1971. 3. sz.
- Csernok Attila-Szilágyi György társszerzőkkel. Az infrastruktúra történeti fejlődésének néhány jellemzője. Társadalmi Szemle, 1971. 11. sz.
- Néhány következtetés az infrastruktúra nemzetközi elemzése alapján. Közgazdasági Szemle, 1974. december
- A kétpólusú iparosodás modellje: Japán felzárkózása. Közgazdasági Szemle, 1981. január
- Révész Gáborral. Várakozások és valóság. (Folyamatok 1989 és 1993 között) Közgazdasági Szemle 1994. március
- Közlekedés: nemzetközi (európai) irányzatok, magyarországi helyzetkép. Európa. 2001-09-01. 3. szám

## Méltatása
Berend T. Iván a Közgazdasági Szemlében (2009. június) publikált nekrológjában, többek között ezt írta Ehrlich Éváról: „Úttörő kutatói munkássága először a Tervhivatal kutatócsoportjában, majd az Akadémia Világgazdasági Kutatóintézetében az 1970-es évek óta összekapcsolódott a gazdasági növekedés titkainak megfejtésével. Ez vezérelte a nehéz összehasonlító kutatás útjára. Mi volt a titka Japán és az Egyesült Államok különleges gazdasági teljesítményeinek? S mi ennek a relevanciája a magyar fejlődés útjára? A felzárkózás anatómiája érdekelte. A rendkívüli eredmények felhívták a figyelmet az infrastruktúra különleges szerepére a gazdasági teljesítményekben, s ezt is széles nemzetközi összehasonlítás alapján bizonyította. Éva munkája nélkül nem volt elképzelhető a különböző kormányok és számos nemzetközi gazdasági szervezet elemző vizsgálata, gazdasági programok készítése. Az elmúlt húsz évben az átalakulás útját igyekezett kikövezni modellkereső vizsgálataival. Fáradhatatlan volt, és különlegesen hatékony munkás. Az igazság szent volt számára, amit akkor is kimondott, ha merev, ideologikus ellenállásba ütközött. Magam is tanúja voltam egy ilyen konfrontációnak a hivatalostól jócskán és kedvezőtlen irányban eltérő nemzetijövedelem-számítási eredményének megvédése kapcsán. [] Számos kutatási programban működött együtt a világhírű svájci Paul Bairochhal és a francia Maurice Lévy-Leboyer-vel. Számításai, tanulmányai, könyvei ott sorakoznak a hazai közgazdasági elemzések legjobbjai között, de megjelentek a Világbank, az Európai Gazdasági Bizottság kiadásában, valamint Bécsben, Varsóban vagy Chilében és Kubában is. Előadásait sok ezren hallgatták a világ számos országában, a kiotói, kobei, hokkaidói egyetemeken Japánban, a New York-i Columbia Egyetemen, egy 1984-es előadói köőrútja során 32 amerikai egyetemen, valamint Jeruzsálemben és Haifában, Kenyában és Portugáliában. Szakmai rangját nem az akadémiai doktori cím, hanem kutatói teljesítménye minősíti.”